# Nathalie Kothai
Nathalie Kothai (Groningen, 5 augustus 1984) is een Nederlands voetballer die sinds 2011 speelt voor Oranje Nassau.

## Carrière
De voetbalcarrière van Kothai leidde haar van VV Nieuw Roden via ONR, VV Tolbert, 1. FC Femina Budapest (Hongarije) en Oranje Nassau in 2009 naar sc Heerenveen. In haar eerste seizoen speelde Kothai vijf wedstrijden. In januari van 2011 scoorde ze haar eerste doelpunt voor de club. Een half jaar later vertrok ze naar Oranje Nassau.

## Statistieken
| Seizoen | Club          | Land      | Competitie | Wedstrijden | Doelpunten |
| ------- | ------------- | --------- | ---------- | ----------- | ---------- |
| 2009/10 | sc Heerenveen | Nederland | Eredivisie | 5           | 0          |
| 2010/11 | sc Heerenveen | Nederland | Eredivisie | 11          | 2          |
| Totaal  | Totaal        | Totaal    | Totaal     | 16          | 2          |

Laatste update 23 mei 2011 09:44 (CEST)